# Slavoutytch
Slavoutytch (en ukrainien : Славутич) est une ville nouvelle de l'oblast de Kiev, en Ukraine. Sa population s'élevait à 24 826 habitants en 2013.

## Géographie
Slavoutytch est située près du fleuve Dniepr, à 38 km à l'est de Tchernihiv, à 48 km au nord-est de Pripiat et à 123 km au nord de Kiev.
Slavoutytch est une exclave, faisant partie de l'oblast de Kiev, mais physiquement située à l'intérieur de l'oblast de Tchernihiv.

## Histoire
La ville a été construite après la catastrophe nucléaire de Tchernobyl survenue le 26 avril 1986. Elle a été fondée par Erik Pozdychev afin d'accueillir la population ayant quitté Tchernobyl et les alentours en raison de la contamination. Elle a remplacé la ville de Prypiat, qui est devenue une ville fantôme. La ville devient habitable en octobre 1988. Elle est la plus récente d'Ukraine et la dernière de l'ère soviétique.
Aujourd'hui, Slavoutytch doit faire face à d'importants problèmes économiques et sociaux liés à la centrale de Tchernobyl. En effet, environ neuf mille personnes travaillaient dans la centrale. Depuis la fermeture définitive de celle-ci en 2000, le personnel a été considérablement réduit, jusqu'à 3 000 employés environ.
Pour participer à sa construction, des architectes et des travailleurs sont venus de huit républiques soviétiques (Ukraine, Russie, Estonie, Lettonie, Géorgie, Lituanie, Arménie et Azerbaïdjan), ce qui explique la division en huit districts, nommés d'après les capitales de ces républiques. En conséquence, chacun des districts possède son propre style.
On compte huit garderies, des piscines, un centre de communications, un hôtel de ville, des centres sportifs, des hôtels ainsi que des cliniques modernes. Une gare ferroviaire a été construite afin d'acheminer les ouvriers à la centrale.

## Population
Recensements (*) ou estimations de la population :
| 1989*  | 2001*  | 2011   | 2012   | 2013   |
| ------ | ------ | ------ | ------ | ------ |
| 11 364 | 24 402 | 24 492 | 24 726 | 24 826 |